# Spirostreptus unicolor
Spirostreptus unicolor är en mångfotingart som beskrevs av Daday. Spirostreptus unicolor ingår i släktet Spirostreptus och familjen Spirostreptidae. Inga underarter finns listade i Catalogue of Life.